# Argyresthia dulcamarella
Argyresthia dulcamarella is een vlinder uit de familie van de pedaalmotten (Argyresthiidae). De wetenschappelijke naam van de soort werd in 1856 gepubliceerd door Bruand.